# Familia real

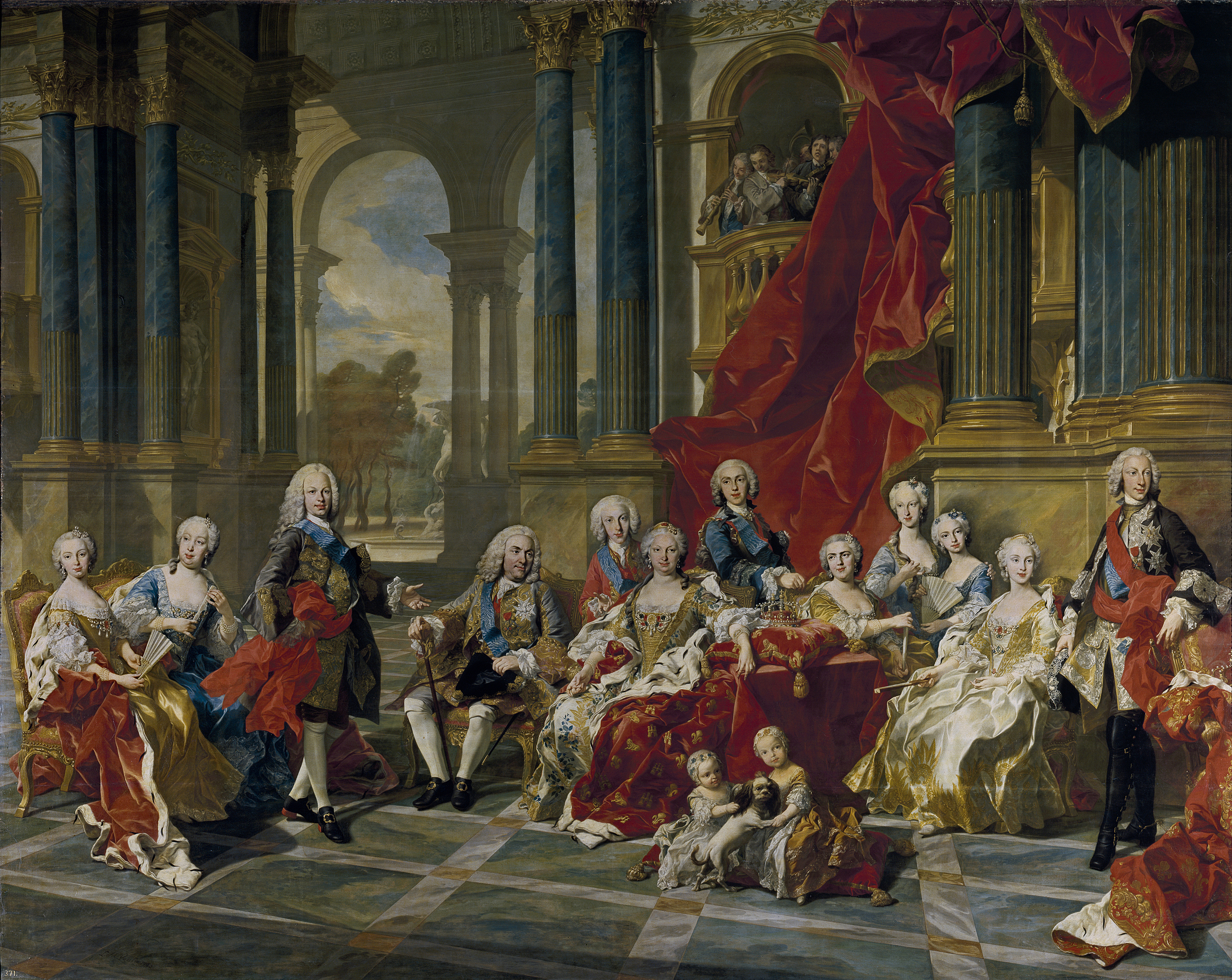
La familia de Felipe V de Louis-Michel van Loo.

Una familia real es la familia extendida de un monarca. Generalmente, la cabeza de una familia real es un rey o una reina reinante. El término «familia imperial» describe de manera más apropiada a la familia extendida de un emperador o emperatriz reinante, mientras que los términos «familia ducal», «familia gran ducal» o «familia principesca» para los familiares de un duque, gran duque o príncipe, respectivamente. También se considera apropiado en algunos círculos referirse a los familiares extendidos de un monarca depuesto y a sus descendientes de la familia real.

## Miembros de la Familia Real
Una familia real típicamente incluye al cónyuge del monarca reinante, cónyuges sobrevivientes de un monarca fallecido, los hijos, nietos, hermanos y primos del monarca reinante, así como sus cónyuges. En algunos casos, la membresía a la familia real puede extenderse a los bisnietos y a descendientes más lejanos de un monarca. En algunas monarquías donde la abdicación voluntaria es la norma, tales como los Países Bajos, una familia real puede también incluir a uno o más antiguos monarcas. Usualmente se hace la distinción entre personas de sangre real y aquellos que se casan dentro de la familia real. En algunos casos, tales como en Canadá, la familia real se define por quién tiene los títulos Majestad y Su Alteza Real. Bajo la mayoría de los sistemas, solo las personas en la primera categoría son dinastas, es decir, son sucesores potenciales al trono (a menos de que algún miembro de la segunda categoría también se encuentren en la línea de sucesión al trono por derecho propio, una ocurrencia frecuente en familias reales que frecuentemente se casan entre sus miembros). Esto no siempre se cumple; algunas monarquías han operado por el principio de jure uxoris.

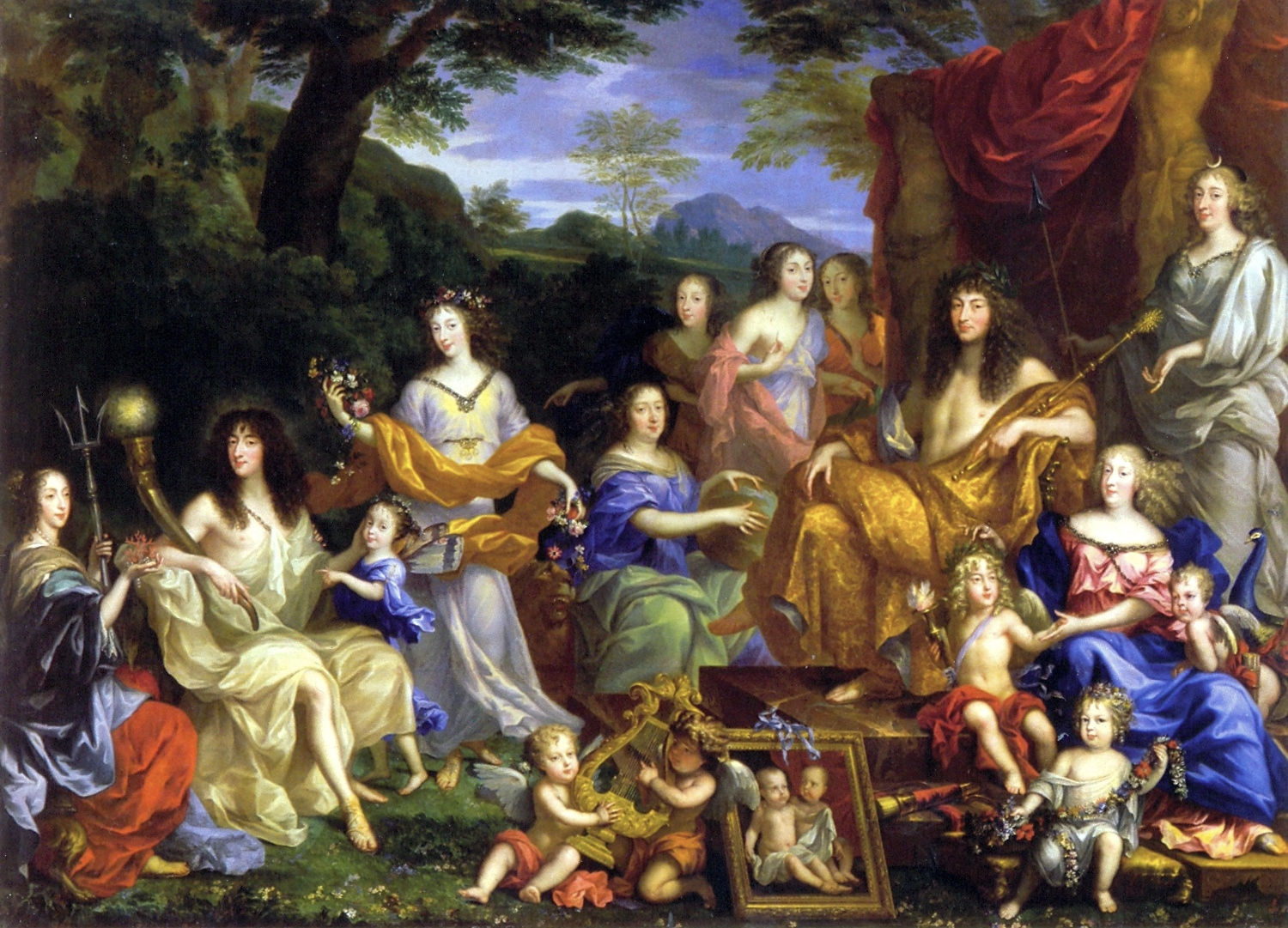
Familia real de Francia en vestimenta clásica durante el reinado de Luis XIV.

Aunado a esto, algunos parientes del monarca (por sangre o matrimonio) poseen privilegios especiales y son sujetos de ciertos estatutos, convenciones o ley común especial. Las funciones precisas de la familia real varían dependiendo si la política en cuestión es una monarquía absoluta, una monarquía constitucional, o algo entre ambas. En ciertas monarquías absolutas, tales como la de Arabia Saudita o Kuwait, o en sistemas políticos donde el monarca ejerce, de hecho, el poder ejecutivo, tales como en Jordania, es muy común que los miembros de una familia real realicen ciertas funciones públicas, sociales o ceremoniales, pero se abstengan de cualquier envolvimiento en las políticas electorales o el gobierno real del país.
La composición específica de las familias reales varían de país a país, así como los títulos y tratamientos protocolarios de la monarquía que sean practicados. La composición de la familia real puede estar regulada por estatuto promulgado por la legislatura (p.e. España, los Países Bajos y Japón desde 1947), la prerrogativa del soberano y la tradición de la ley común (p.e. el Reino Unido), o ley privada de la casa (p.e. Liechtenstein, las antiguas casas gobernantes de Baviera, Prusia, Hanóver, etc.). Los estatutos públicos, las provisiones constitucionales o las convenciones también pueden regular los matrimonios, nombres y títulos personales de los miembros de la familia real. Los miembros de una familia real pueden o no tener apellidos o nombres dinástricos (ver Casa Real).
En una monarquía constitucional, cuando el monarca muere, siempre hay un orden de sucesión muy específico que indica el orden exacto de los miembros de la familia en línea al trono.

## Cambios
En algunos casos, las familias famosas que no están realmente envueltas en monarquías pero que son prominentes en el gobierno son conocidas informalemente como "familias reales". El ejemplo más famoso de esto es la familia Kennedy en los Estados Unidos y los descendientes de los clanes Gurjara-Pratiharas o "Rajputs" en la India. Ver Gujjar.
Algunas familias reales han perdido su «realeza» por cambios sociales en un periodo largo de tiempo. En años recientes, muchas[cita requerida] familias reales se han vuelto cada vez más cuestionadas por los medios y la opinión pública que consideran injustificado el gasto público que representan. Esto se da particularmente cuando se percibe que la familia real tiene un comportamiento que no se ajusta a los gustos de la ciudadanía (tal como la familia real británica; amoríos extramatrimoniales, y negarse a seguir el luto públicamente en la muerte de la princesa Diana de Gales).

## Casas y dinastías reales famosas
| - Dinastía alauí - Familia noble de Al-Abbasi - Al Khalifa - Casa de Al-Sabah - Aisin Gioro - Dinastías Angevinas - Dinastía de Avís - Casa de Bernadotte - Dinastías Bagrátidas - Dinastía Bagratuni, Armenia - Dinastía Bagrationi, Georgia - Casa de Bonaparte - Casa de Borbón - Casa de Orleans - Casa de Borbón-Parma - Dinastía de Braganza - Dinastía Bremo - Dinastía de los Capetos - Dinastía Carolingia - Casa de Cabrera - Dinastía Chakri - Familia real de Cochin - Casa de David - Casa de Dlamini - Dinastía Flavia - Gediminas - Dinastía Giray - Dinastía Grimaldi - Casa de Glücksburg - Casa de Habsburgo - Habsburgo-Lorena | - Dinastía Han - Casa de Hannover - Hashemí - Asmoneos - Casa de Hesse - Dinastía Hohenzollern - Holstein-Gottorp-Romanov - Dinastía Rurikovich-Cabrera-Rurikovich-Kubarev - Casa de Iturbide - Dinastía Jogalia - Dinastía Chosŏn (Casa de Yi) - Dinastía Julio-Claudia - Dinastía Khun Lo - Casa de Karađorđević - Casa de Kalākaua - Casa de Kamehameha - Casa de Kawānanakaoa - Casa de Laʻanui-Kalokuokamaile - Casa de Lancaster - Familia real de Koch Rajbongshi (Dinastía Koch-Kamatapur, Kamarupa, Pragjyotishpur-Reyes hindús) - Dinastía Merovingia - Casa Misquito - Dinastía Ming - Dinastía Mughal - Dinastía Nemanjić - Dinastía Nguyễn - Casa de Obrenović - Casa de Oldemburgo - Casa de Holstein-Gottorp - Schleswig-Holstein-Sonderburg-Glücksburg | - Casa de Orange-Nassau - Omridas - Dinastía Otomana - Dinastía Pahlavi - Dinastía Piasta - Dinastía Kayar - Dinastía Qing - Dinastía Romanov - Dinastía Safávida - Casa de Saud (Saudita) - Casa de Saboya - Sajonia-Coburgo-Gotha - Estuardos - Dinastía Tang - Casa de Tudor - Casa de Tupou - Uí Néill - Dinastía Valois - Dinastía Vasa - Casa de Windsor - Mountbatten-Windsor - Casa de Wittelsbach - Dinastía Yax Kuk Mo - Casa de York - Dinastía Yuan - Familia imperial japonesa |